# 17. december
17. december je 351. dan leta (352. v prestopnih letih) v gregorijanskem koledarju. Ostaja še 14 dni.

## Dogodki
- 1790 – izkopan je bil azteški sončev kamen
- 1819 – Simon Bolivar postane predsednik Kolumbije
- 1903 – Orville Wright izvede prvi polet z motornim letalom
- 1914 – Avstro-Ogrska premaga Ruse pri Limanovem (Poljska)
- 1920 – začetek stavke rudarjev Trboveljske premogokopne družbe
- 1938 – fizikoma Ottu Hahnu in Fritzu Strassmannu uspe cepitev uranovega jedra
- 1939 – bojna ladja Admiral Graf Spee se potopi v La Plati
- 1941 – japonske enote se izkrcajo na severni obali Bornea
- 1945 – Predsedstsvo Slovenskega narodnoosvobodilnega sveta sprejme zakon o agrarni reformi in zakon o razlastitvi posestev, ki jih obdelujejo koloni in viničarji. S tema zakonoma so bila ukinjena kolonatska in viničarska razmerja v Sloveniji.
- 1989 – prvo predvajanje Simpsonovih
- 2005 – odkrijejo truplo umorjenega trgovinskega ministra Ruande Juvenala Uwilingiyimane
- 2010 – Mohamed Bouazizi z samozažigom sproži arabsko pomlad.
- 2020 – kitajska misija Chang'e 5 prinese vzorce z Lune nazaj na Zemljo

## Rojstva
- 1239 – Kudžo Joricugo, 5. japonski šogun († 1256)
- 1493 – Paracelzij, švicarski alkimist, zdravnik, okultist (možen datum rojstva tudi 11. november) († 1541)
- 1706 – Émilie du Châtelet, markiza, francoska matematičarka († 1749)
- 1749 – Domenico Cimarosa, italijanski skladatelj († 1801)
- 1770 – Ludwig van Beethoven, nemški skladatelj flamskega rodu (krščen) († 1827)
- 1778 – sir Humphry Davy, angleški kemik († 1829)
- 1830 – Jules-Alfred Huot de Goncourt, francoski pisatelj († 1870)
- 1842 – Marius Sophus Lie, norveški matematik († 1899)
- 1874 – William Lyon Mackenzie King, kanadski predsednik vlade († 1950)
- 1875 – Ivan Krizostom Švegel, slovenski diplomat in politik, † 1962)
- 1894 – Arthur Fiedler, ameriški dirigent († 1979)
- 1900 – Lucijan Marija Škerjanc, slovenski skladatelj († 1973)
- 1908:
  - Willard Frank Libby, ameriški kemik, nobelovec 1960 († 1980)
  - Sylvia Ashton-Warner, novozelandska pedagoginja, pisateljica, pesnica († 1984)
- 1915 – André Claveau, francoski pevec († 2003)
- 1920 – Kenneth Eugene Iverson, kanadski matematik, računalnikar († 2004)
- 1936 – Frančišek - (Jorge Mario Bergoglio), papež († 2025)
- 1938 – Peter Snell, novozelandski atlet († 2019)
- 1944 – 
  - Elda Viler, slovenska pevka
  - Bernard Hill, angleški filmski, televizijski in gledališki igralec († 2024)
- 1949 – Paul Rodgers, angleški rock glasbenik
- 1951 – Tatjana Vasiljevna Kazankina, ruska atletinja
- 1953 – Alexander Beliavsky, slovenski šahist ukrajinskega porekla
- 1964 – František Musil, češki hokejist
- 1968 – Paul Tracy, kanadski avtomobilski dirkač
- 1970 – Stella Tennant, britanska manekenka (* 2020)
- 1975 – Milla Jovovich, ameriška filmska igralka, manekenka

## Smrti
- 1187 – papež Gregor VIII. (* 1100)
- 1195 – Baldvin V., grof Hainauta, et al. (* 1150)
- 1213 – Janez de Matha, francoski duhovnik, ustanovitelj reda trinitarijancev (* 1160)
- 1273 – Rumi, perzijski sufi in pesnik (* 1207)
- 1288 – Ibn Al-Nafis, arabski zdravnik, anatom (* 1210)
- 1830 – Simón Bolívar, južnoameriški revolucionar (* 1783)
- 1858 – Mustafa Reşid Paşa, turški državnik, diplomat (* 1800)
- 1864 – Janez Nepomuk Kalister, slovenski poslovnež in mecen (* 1806)
- 1881 – Lewis Henry Morgan, ameriški antropolog, etnolog (* 1818)
- 1897 – Alphonse Daudet, francoski pisatelj (* 1840)
- 1907 – sir William Thomson, lord Kelvin, škotski fizik, inženir (* 1824)
- 1933 – Thubten Gyatso, trinajsti dalajlama (* 1876)
- 1947 – Johannes Nicolaus Brønsted, danski fizikalni kemik (* 1879)
- 1957 – Dorothy Leigh Sayers, angleška pisateljica (* 1893)
- 1962 – Carl Diem, nemški športni znanstvenik (* 1882)
- 1964 – Victor Franz Hess, avstrijsko-ameriški fizik, nobelovec 1936 (* 1883)
- 1970 – Stanko Majcen, slovenski pisatelj (* 1888)
- 1973 – Charles Greeley Abbot, ameriški astrofizik, astronom (* 1872)
- 1978 – Fran Petre, slovenski književni zgodovinar (* 1906)
- 1992 – Günther Anders, nemški pisatelj, filozof judovskega rodu (* 1902)
- 2011 – Kim Džong Il, severno-korejski diktator (* 1941)
- 2020 – Jeremy Bulloch, britanski igralec (* 1945)

## Prazniki in obredi
- dan 1. brigade Slovenske vojske